# Leptodactylodon polyacanthus
Espèce
Synonymes
- Leptodactylodon polyacanthus punctiventris Amiet, 1971

Statut de conservation UICN

 VU B1ab(iii) : Vulnérable
Leptodactylodon polyacanthus est une espèce d'amphibiens de la famille des Arthroleptidae.

## Répartition
Cette espèce se rencontre de 1 000 à 1 900 m d'altitude dans l'ouest du Cameroun et dans le sud-est du Nigeria sur le plateau Obudu.

## Taxinomie
Selon l'UICN, il y a deux sous-espèces Leptodactylodon polyacanthus polyacanthus  Amiet, 1971 qui se rencontre de 1 640 à 1 900 m d'altitude sur le plateau Obudu et le mont Oshie et Leptodactylodon polyacanthus punctiventris  Amiet, 1971 se rencontre de 1 000 à 1 400 m d'altitude sur le mont Bana et le plateau Bamileke.

## Publication originale
- Amiet, 1971 "1970" : Espèces nouvelles ou mal connues de Leptodactylodon (Amphibiens Anoures) de la Dorsale camerounaise. Annales de la Faculte des Sciences du Cameroun, vol. 5, p. 57-81.